# Vakschool voor Kunstambachten
De Vakschool voor Kunstambachten was een opleiding voor toegepaste kunst in de Belgische stad Antwerpen.

## Geschiedenis
De school werd in 1926 opgericht door onder meer schrijver Roger Avermaete, kunstenaar Joris Minne en meubelmaker Frans Buyle, alle drie lid van het genootschap Lumière, en was gevestigd in de Landschotkapel in Antwerpen. Er werd les gegeven in onder andere boekbinden, glasschilderkunst, grafische technieken en typografie. In 1928 verhuisde de school naar een groter pand en werd de naam Vakschool voor Kunstambachten. De school werd later omgedoopt tot Stedelijke Academie voor Kunstambachten & Instituut Roger Avermaete (SAKIRA). Het voormalig instituut werd begin 21e eeuw overgenomen door de Academie Berchem.

## Docenten
- Roger Avermaete
- Felix de Block
- Maurice Gilliams
- Jos Léonard
- Joris Minne
- Frank Mortelmans
- Edith Van Leckwyck

## Alumni
- Jos Hendrickx
- Michel Leenknecht
- Simone Lutgen
- May Néama
- Hélène Van Coppenolle
- Joris Van de Broek
- Antoon Vermeylen
- Jan Wouters
- Ans van Zeijst